# یادگیری مشاهده‌ای
یادگیری مشاهده‌ای یا یادگیری بصری (به انگلیسی: Observational learning)، یادگیری‌ای است که از طریق مشاهده رفتار دیگران رخ می‌دهد. یادگیری بصری، نوعی از یادگیری اجتماعی است که براساس فرایندهای مختلف، شکل‌های مختلفی به خود می‌گیرد. به‌نظر می‌رسد که این شکل از یادگیری در انسان نیازی به تقویت ندارد، بلکه در عوض به یک مدل اجتماعی مانند پدر و مادر، خواهر و برادر، دوستان یا معلم به همراه محیط اطراف احتیاج دارد. به‌خصوص در دوران کودکی، یک مدل، فردی دارای اقتدار یا مقام بالاتر در یک محیط می‌باشد. در حیوانات، یادگیری بصری معمولاً براساس شرطی شدن کلاسیک (classical conditioning) است، که در آن رفتار غریزی با مشاهده رفتار شخص دیگری (مثلاً ازدحام پرندگان)، انجام می‌شود؛ ولی در عین حال فرایندهای دیگری نیز ممکن است که درگیر شوند.

## یادگیری مشاهده‌ای در انسان
بسیاری از رفتارهایی که یک یادگیرنده مشاهده می‌کند، به یاد می‌آورد و تقلید می‌کند، اعمالی هستند که مدل‌ها مدلسازی و نمایش را نشان می‌دهند، حتی اگر مدل ممکن است عمداً سعی در القای رفتار خاصی نداشته باشد. یک کودک، ممکن است قسم خوردن، خودارضایی، سیگار کشیدن و سایر رفتارهای ناجور را بیاموزد و آن‌ها را از طریق الگوبرداری ضعف (poor modeling) قابل قبول بپندارد. آلبرت بندورا ادعا می‌کند که کودکان به‌طور مداوم از طریق یادگیری بصری رفتار مطلوب و نامطلوب را می‌آموزند. یادگیری مشاهده‌ای اظهار دارد که محیط شخصی، شناخت و رفتار فرد را در بر می‌گیرد و در نهایت، نحوه عملکردها و مدل‌های فردی را مشخص می‌کند.
از طریق یادگیری بصری، رفتارهای فردی از طریق فرایندی که زنجیره انتشار نام دارد، می‌تواند در سراسر فرهنگ گسترش یابد. به صورت کلی این زمانی صورت می‌پذیرد که فرد ابتدا با مشاهده فردی دیگر یک رفتار را بیاموزد و آن فرد به عنوان الگویی عمل می‌کند که افراد دیگری این رفتار را از اون می‌آموزند و به همین ترتیب این عمل ادامه می‌یابد.
فرهنگ در این امر نقش دارد که، یادگیری بصری سبک یادگیری غالب در یک شخص است یا در یک جامعه؟ برخی فرهنگ‌ها انتظار دارند که کودکان به‌طور فعال در جوامع خود شرکت کنند و به همین دلیل روزانه در معرض نقش‌های مختلفی قرار می‌گیرند. این مواجهه به کودکان این امکان را می‌دهد تا مهارت‌ها و شیوه‌های مختلفی را که در جامعه‌شان ارزشمند تلقی می‌شوند را ببیند و آن‌ها را بیاموزند.
آلبرت بندورا، که با آزمایش کلاسیک عروسک بودو شناخته شده‌است، این شکل اصلی یادگیری را در سال ۱۹۶۱ شناسایی کرد. اهمیت یادگیری بصری در کمک کردن به افراد، به ویژه کودکان نهفته‌است. درعین حال در یادگیری بصری با مشاهده رفتار دیگران پاسخ‌های جدیدی بدست می‌آوریم.
آلبرت بندورا اظهار داشت که رفتار افراد می‌تواند با توجه به محیط آنها تعیین شود. یادگیری بصری از طریق مشاهده رفتارهای منفی و مثبت اتفاق می‌افتد. بندورا به جبرگرایی متقابل اعتقاد دارد که در آن محیط می‌تواند بر رفتار افراد تأثیر بگذارد و برعکس. به عنوان مثال، آزمایش عروسک بودو نشان می‌دهد که این مدل، در یک محیط مشخص، بر رفتار کودکان تأثیر می‌گذارد. در این آزمایش بندورا نشان می‌دهد که یک گروه از کودکان که در یک محیط پرخاشگر قرار می‌گیرند، به همان شیوه، یعنی با پرخاش، رفتار می‌کنند، در حالی که گروه دیگر کودکان که در یک محیط مدل نقش منفعل قرار می‌گیرند، به سختی هر نوع پرخاشگری را نشان می‌دهند.
در جوامعی که شیوه اصلی یادگیری کودکان از طریق مشاهده است، کودکان به ندرت از فعالیت‌های بزرگسالان جدا می‌شوند. این درگیر شدن در دنیای بزرگسالان در سنین پایین، به کودکان این امکان را می‌دهد تا از مهارت‌های یادگیری بصری در چندین حوزه زندگی استفاده کنند. این یادگیری به واسطه مشاهده کردن، نیازمند توانایی زیادی در دقت کردن است. از نظر فرهنگی، آن‌ها می‌آموزند که مشارکت‌شان و دارای نقش بودن‌شان در جامعه‌ای که در آن زندگی می‌کنند ارزشمند است. این امر به کودکان می‌آموزد که وظیفه آن‌هاست که به عنوان اعضای جامعه، مشارکت دیگران را مشاهده کنند تا به تدریج خودشان هم درگیر شوند و در آینده در جامعه ایفای نقش کنند.

## مراحل و عوامل مؤثر در یادگیری مشاهده‌ای
مراحل یادگیری بصری، شامل قرار گرفتن در معرض مدل، به دست آوردن رفتار مدل و پذیرش آن به عنوان یک شخصیت واحد است.
نظریه یادگیری شناختی اجتماعی بندورا بیان می‌کند که چهار عامل وجود دارد که بر یادگیری بصری تأثیر می‌گذارد:
1. توجه: ناظران نمی‌توانند یاد بگیرند، مگر آنکه به آنچه در اطرافشان می‌گذرد توجه کنند. این فرایند تحت تأثیر مشخصات مدل قرار می‌گیرد، از جمله اینکه چقدر شخصی مدل را دوست دارد یا با آن شناخته می‌شود و از مشخصات ناظر نیز به انتظاراتش یا سطح برانگیختی هیجانی می‌شود اشاره کرد.
2. حافظه: ناظران نه تنها باید رفتارهای مشاهده شده را بشناسند، بلکه در بعضی مواقع بعدتر آن را باید به خاطر نیز داشته باشند. این فرایند به توانایی ناظر در کد کردن یا ساختار دادن به اطلاعات بستگی دارد، به شکلی که به راحتی به یاد می‌آید یا برای تمرین ذهنی یا جسمی اعمال مدل است.
3. شروع: ناظران باید از نظر جسمی یا فکری قادر به تولید عمل باشند. در بسیاری موارد، ناظر پاسخ‌های لازم را دارد اما گاهی اوقات، تکثیر اقدامات مدل ممکن است مهارت‌هایی را که ناظر هنوز به دست نیاورده است را درگیر کند. این که آنچه از شعبده‌باز در سیرک می‌بینیم را به دقت مشاهده کنیم، یک چیز است، اما این که همان کارها را در خانه تکرار کنیم کاملاً چیز دیگری‌ست.
4. انگیزه: ناظر باید انگیزه ای برای بازآفرینی رفتار مشاهده شده داشته باشد.

باندورا به‌طور واضح بین یادگیری و عملکرد تمایز قایل است. بدون ایجاد انگیزه، یک شخص رفتار کسی که چیزی آموخته‌است را ایجاد نمی‌کند. این انگیزه می‌تواند ناشی از تقویت بیرونی باشد، مانند وعده پاداش توسط آزمایشگر در برخی از مطالعات بندورا، یا پاداش دادنِ والدین. یا می‌تواند از پاداش نیابتی (vicarious reinforcement)، بر اساس مشاهدات مبنی بر پاداش گرفتنِ مدل‌ها باشد. مدل‌های سطح بالا می‌توانند بر اثر انگیزه عملکرد را تحت تأثیر قرار دهند. به عنوان مثال، دختران ۱۱ تا ۱۴ ساله در یک کار حرکتی، زمانی که فکر می‌کردند تشویق‌کننده‌های سطح بالایی دارند، نسبت به زمانی که فکر می‌کردند تشویق‌کننده‌ها سطح پایینی دارند، عملکرد بهتری داشتند.
بعضی حتی یک مرحله بین عامل اول یعنی توجه و عامل دوم یعنی حافظه اضافه کرده‌اند که شامل رفتار کد کردن می‌باشد.
یادگیری بصری منجر به تغییر در رفتار فرد در سه بعد می‌شود:
1. فرد به شکلی متفاوت به یک وضعیت فکر می‌کند و ممکن است انگیزه‌ای برای واکنش به آن داشته باشد.
2. این تغییر نتیجه تجربیات مستقیم شخص است و بر خلاف چیزهایی، که از ابتدای تولد او تعریف شده‌اند.
3. در بیشتر موارد، تغییری که فرد ایجاد کرده، دائمی است.

## مطالعهٔ بیشتر
- Galef, B.G.; Laland, K.N. (2005). "Social learning in animals: Empirical studies and theoretical models". BioScience. 55 (6): 489–499. doi:10.1641/0006-3568(2005)055[0489:sliaes]2.0.co;2.
- Zentall, T.R. (2006). Imitation: Definitions, evidence, and mechanisms. Animal Cognition, 9 335–353. (A thorough review of different types of social learning) Full text